# Національна поліція Франції
Національна поліція Франції (фр. Police nationale) — одна з двох національних поліцейських організацій Франції, разом із Національною жандармерією Франції. Вона була створена 14 серпня 1941 року урядом Віші на заміну Головного управління національної безпеки і увійшла під керівництво Четвертої французької республіки в 1946 році. Національна поліція входить до складу Міністерства внутрішніх справ Франції. Поліція працює переважно в міській місцевості, а в сільській місцевості правоохоронні функції виконує переважно жандармерія.

## Структура
Поліцією керує Генеральний директор, який також є головою Директорату поліції (фр. Direction Générale de la Police nationale). Міністр внутрішніх справ Франції є його безпосереднім начальником. Посаду наразі займає Жан-Марк Фалькон.
Національна поліція Франції поділяється на директорати:
- Директорат ресурсів та компетенцій
- Генеральна інспекція Національної поліції - займається внутрішніми розслідуваннями, окрім Парижа, де цим займається Генеральна інспекція державних служб.
- Центральний директорат поліції юстиції - займається всіма кримінальними розслідуваннями.
  - Субдиректорат протидії тероризму
  - Субдиректорат протидії організованій злочинності і фінансовим злочинам.
  - Субдиректорат поліцейських експертів
  - Субдиректорат протидії кіберзлочинам
- Центральний директорат публічної безпеки - займається патрулюванням, реагуванням на виклики, розслідуванням незначних злочинів. Його чисельність складає приблизно 80% від чисельності всієї поліції.
- Центральний директорат прикордонної поліції - разом із Генеральним податково-митним директоратом Міністерства бюджету Франції займається охороною кордону та боротьбою з нелегальною імміграцією.
- Центральний директорат підрозділів безпеки республіки - складається з антипротестної поліції, дорожньої поліції та служби гірничого порятунку
- Служба міжнародної технічної співпраці
- Служба охорони важливих осіб
- Підрозділ координації антитерористичної діяльності

## Звання
Звання в Національній поліції Франції розділені на три групи, відповідно до рангів Державної служби у Франції:
- Рядовий склад

"Gardien de la paix stagiaire" (укр. охоронець спокою-стажер)
"Gardien de la paix" (укр. охоронець спокою)
Бригадир
Бригадир-шеф
Майор

- Командування

Лейтенант-студент
Лейтенант-інтерн
Лейтенант
Капітан
Комендант

- Вище командування

Комісар поліції
Комісар дивізії
Генеральний контролер
Генеральний інспектор
Директор служби

## Оснащення

### Зброя
До Другої світової війни французькі поліцейські використовували дуже різноманітну зброю, але переважно револьвери MAS 1873 і MAS 189 та пістолети Browning M1900 і Ruby. Часто використовувалась зброя, куплена поліцейськими самостійно. Одразу після Другої світової війни використовувалась різноманітна військова зброя, в тому числі трофейна німецька. В 1960-их були взяті на озброєння револьвери Manurhin MR 73 та Ruger SP101. В 1970-их була взята на озброєння гвинтівка SIG SG 540, у зв'язку з покращенням озброєності злочинців і терористів. В 2000-их поліція почала переходити на напівавтоматичні пістолети з патронами 9×19 мм Парабелум. В 2003 році поліція і жандармерія уклали контракт з компанією SIG на 250 000 пістолетів SIG Sauer Pro SP 2022, якими почали заміняти вже існуючу зброю.

### Автомобілі
Французька поліція використовує переважно автомобілі французьких виробників: Renault, Citroën та Peugeot. Також використовуються автомобілі Ford and Opel.

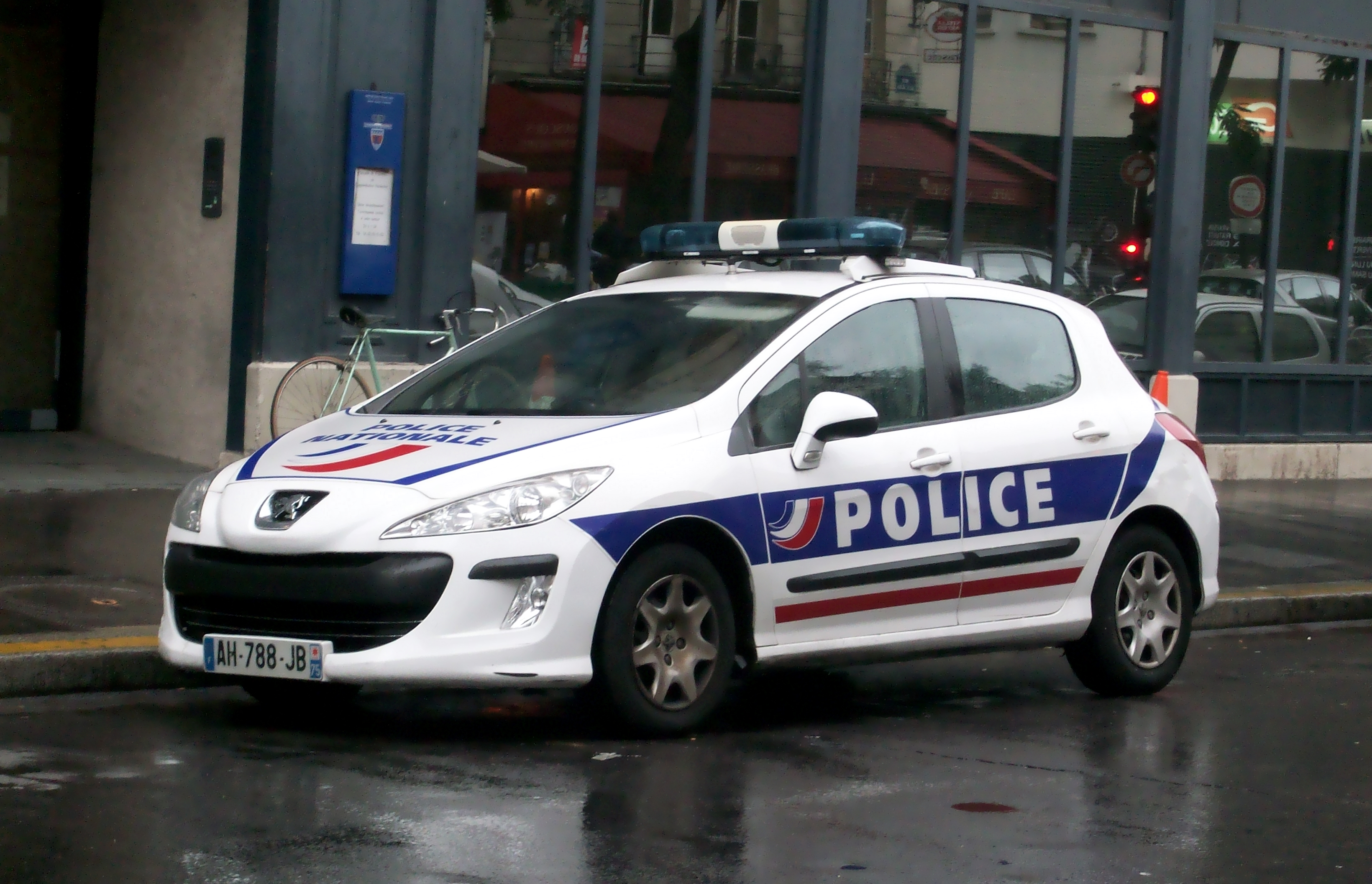
Peugeot 308
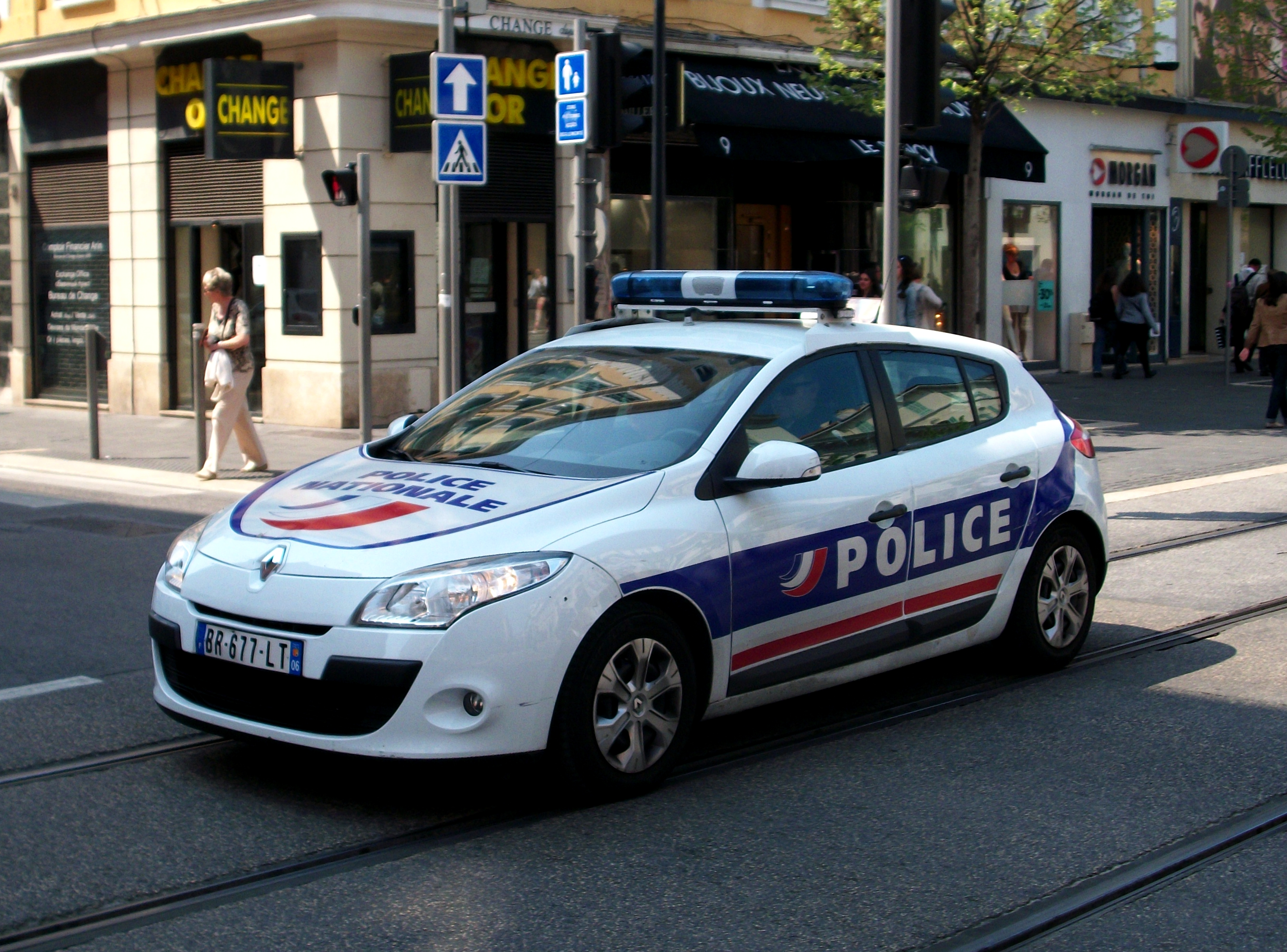
Renault Mégane
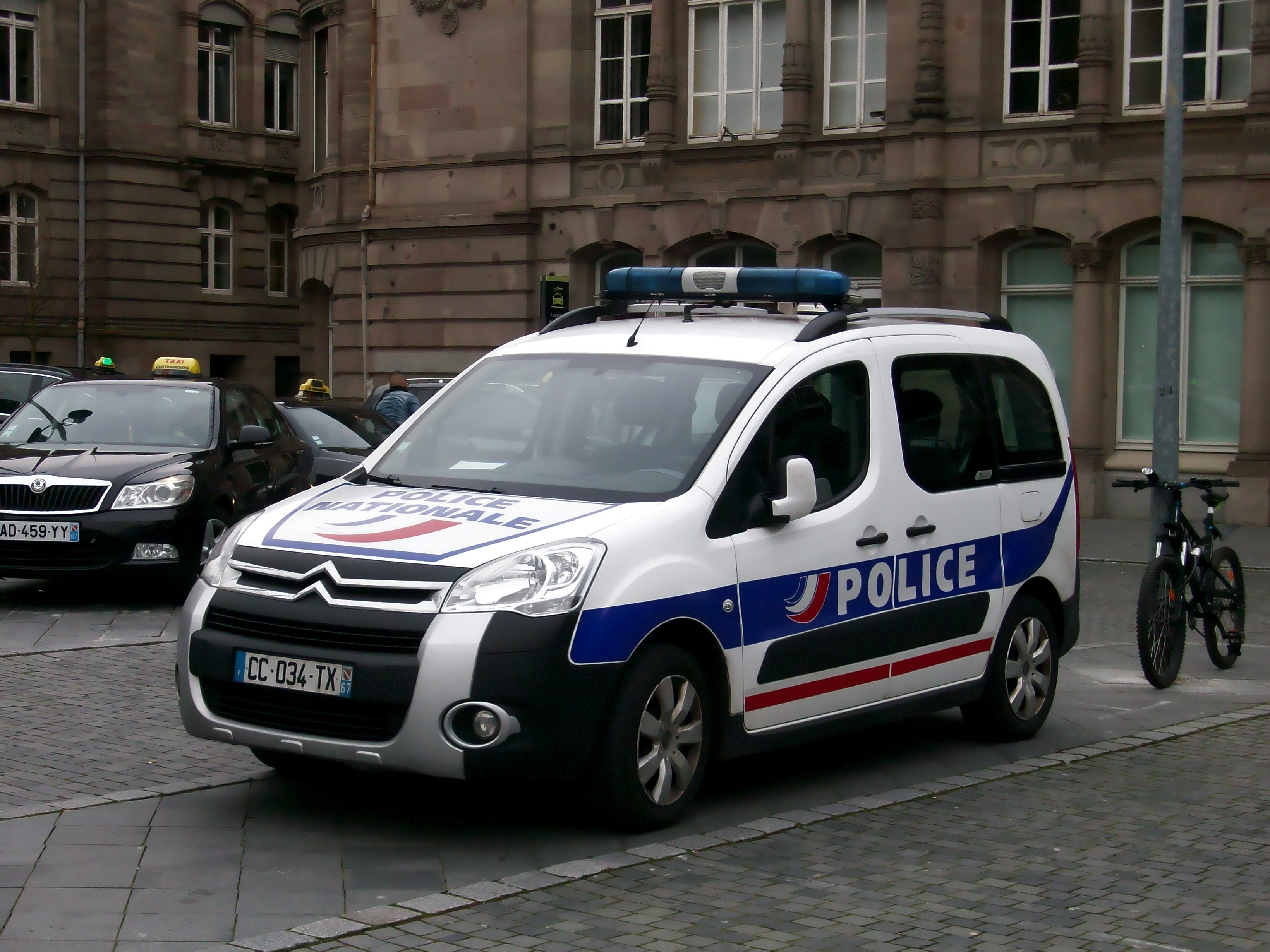
Citroën Berlingo
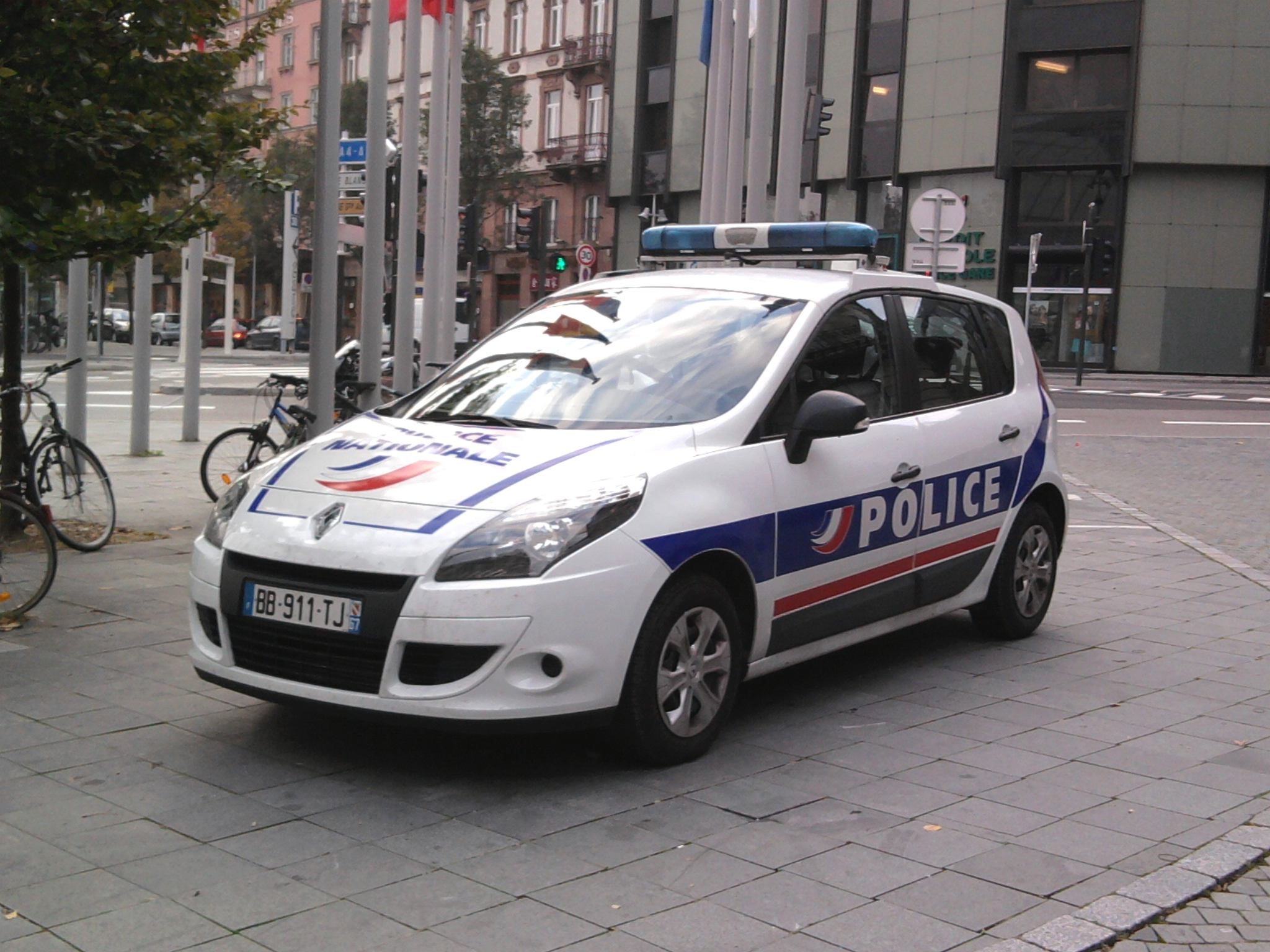
Renault Scénic
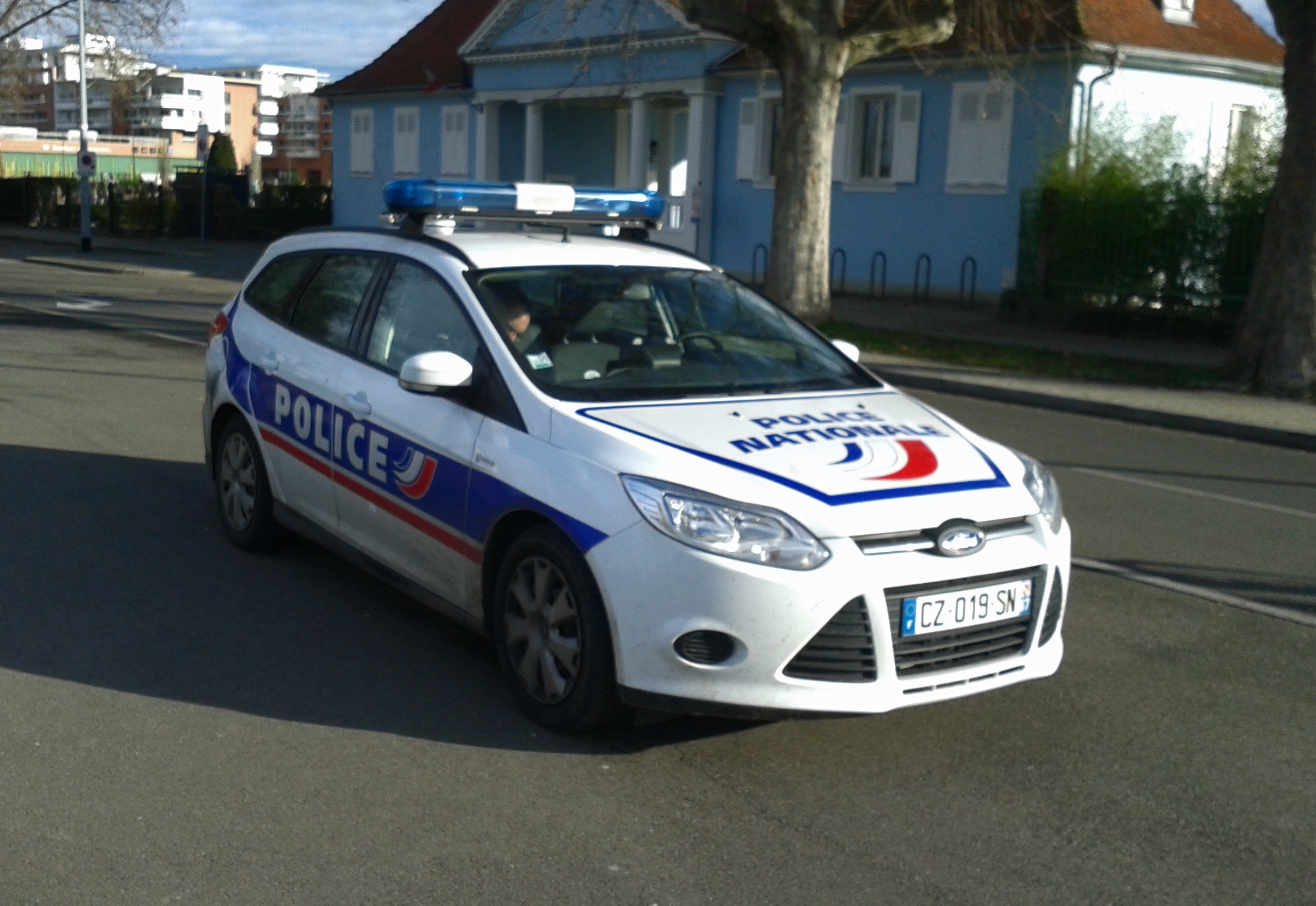
Ford Focus
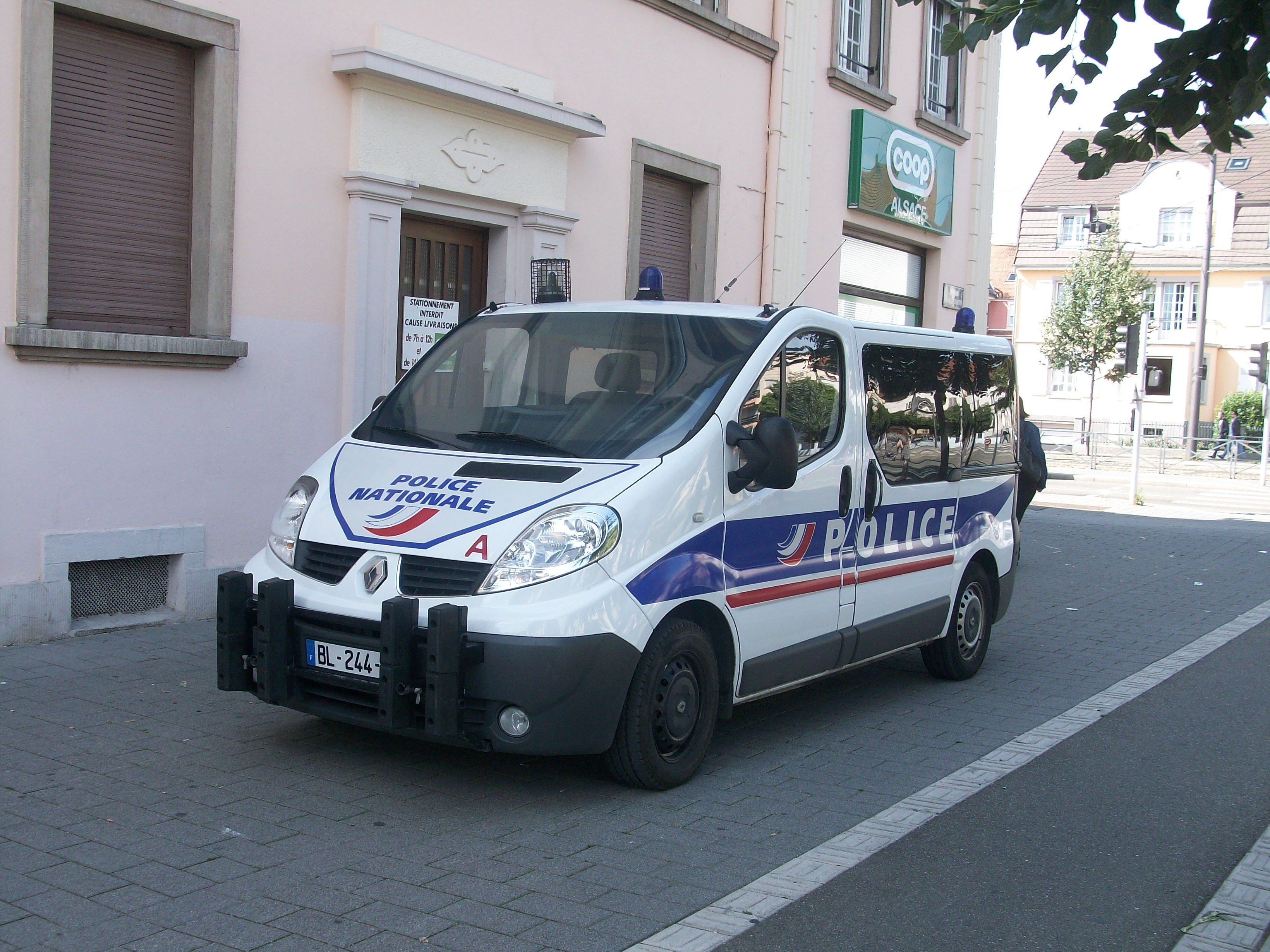
Renault Trafic
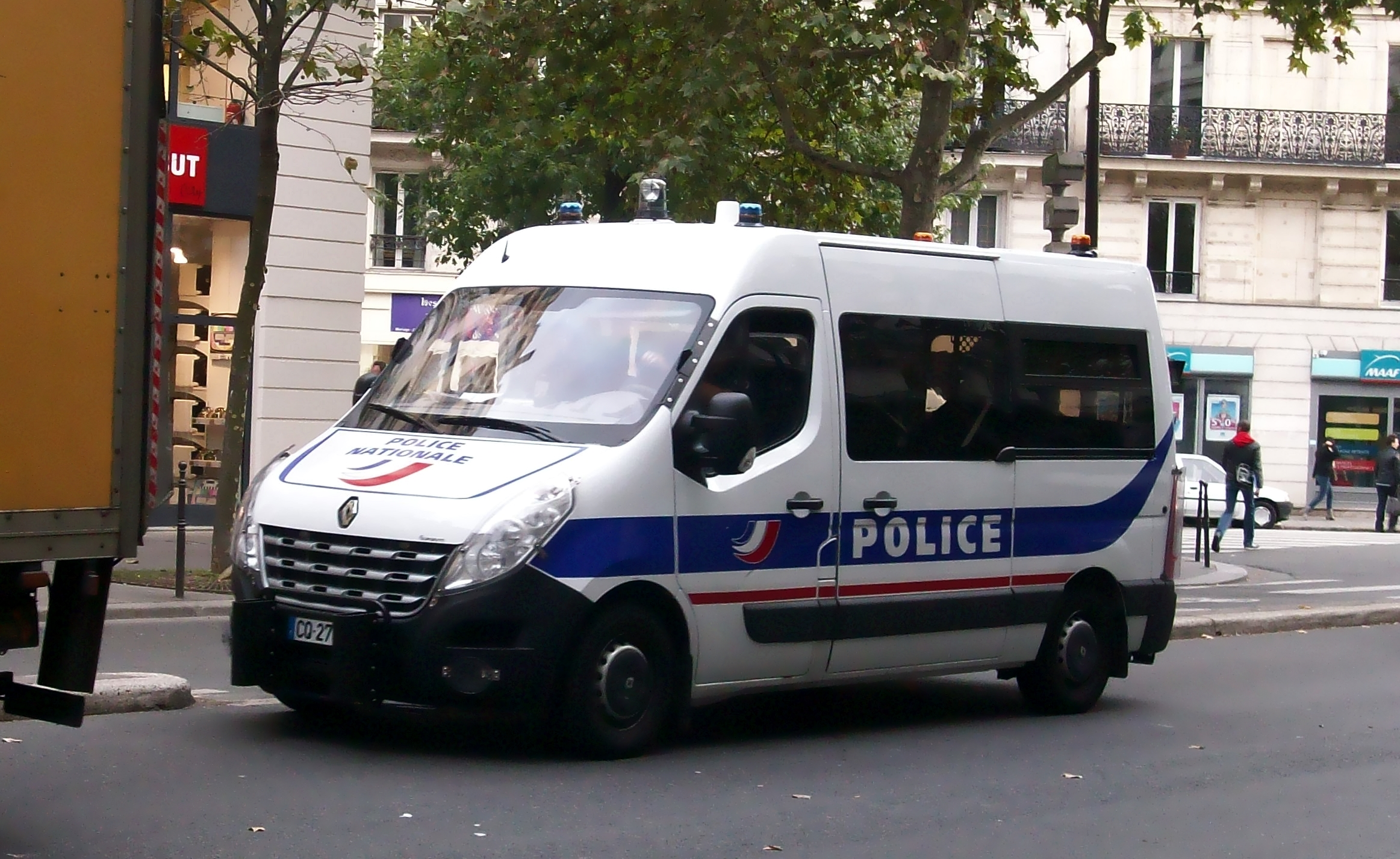
Renault Master
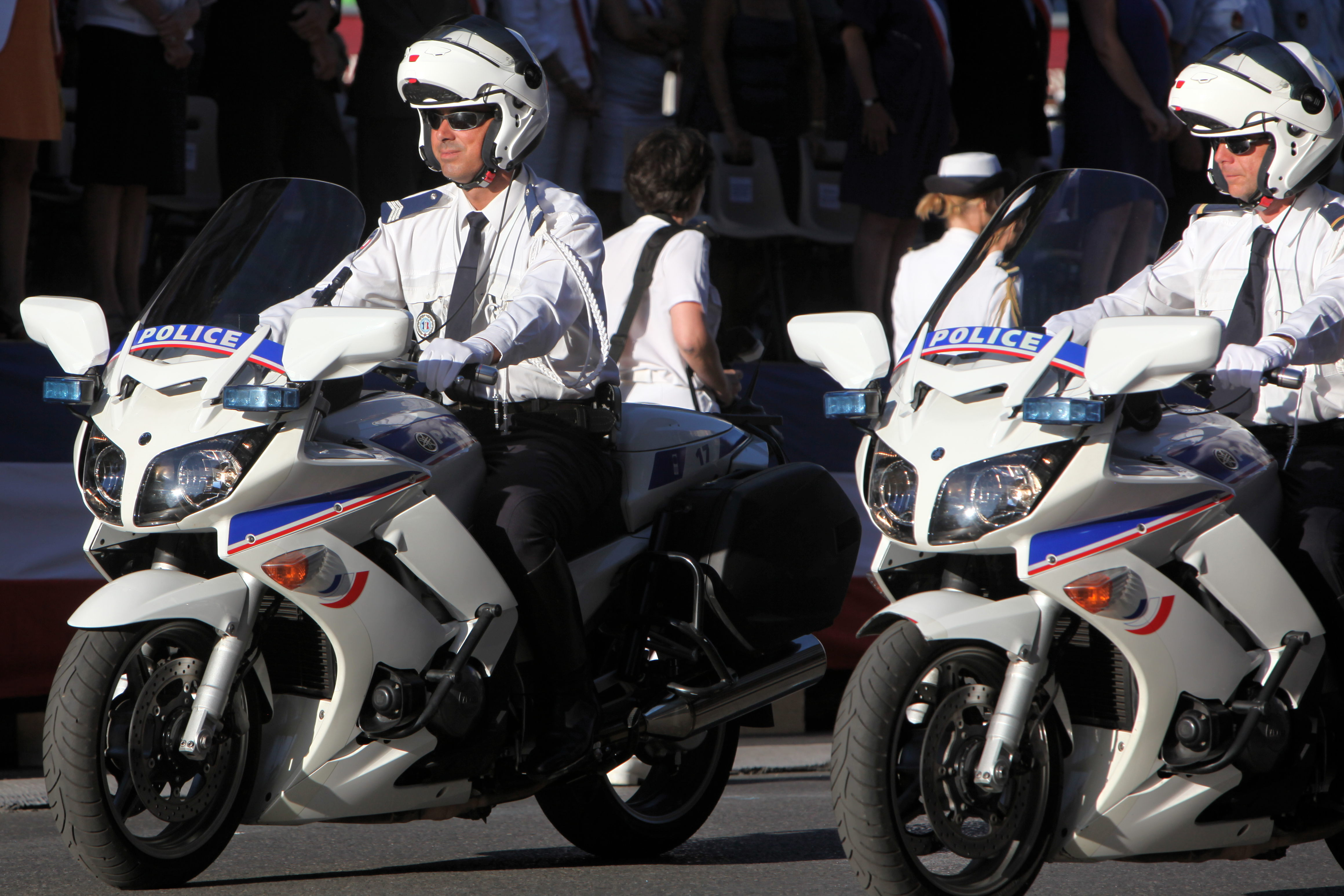
Yamaha FJR 1300
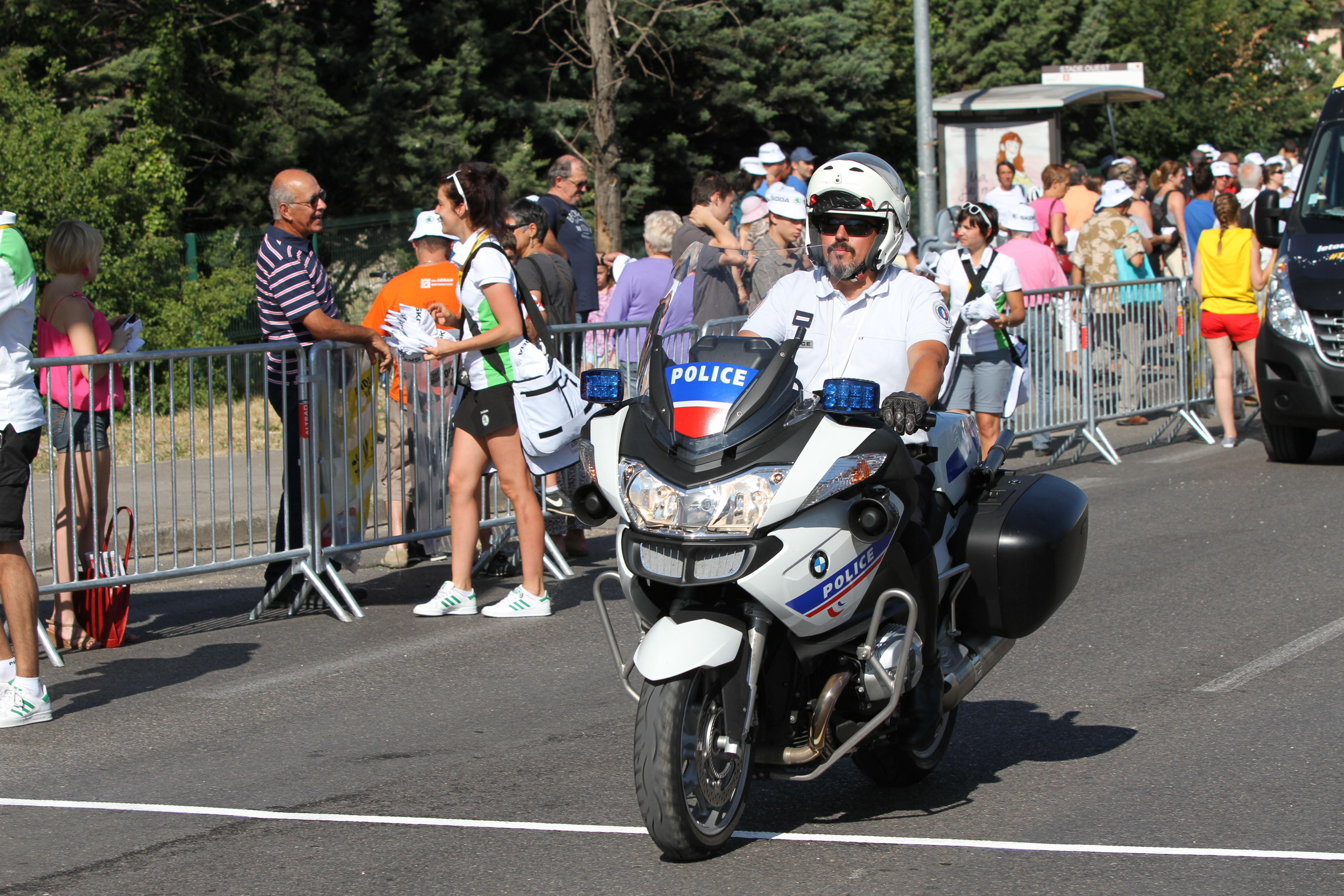
BMW R 1200 RT
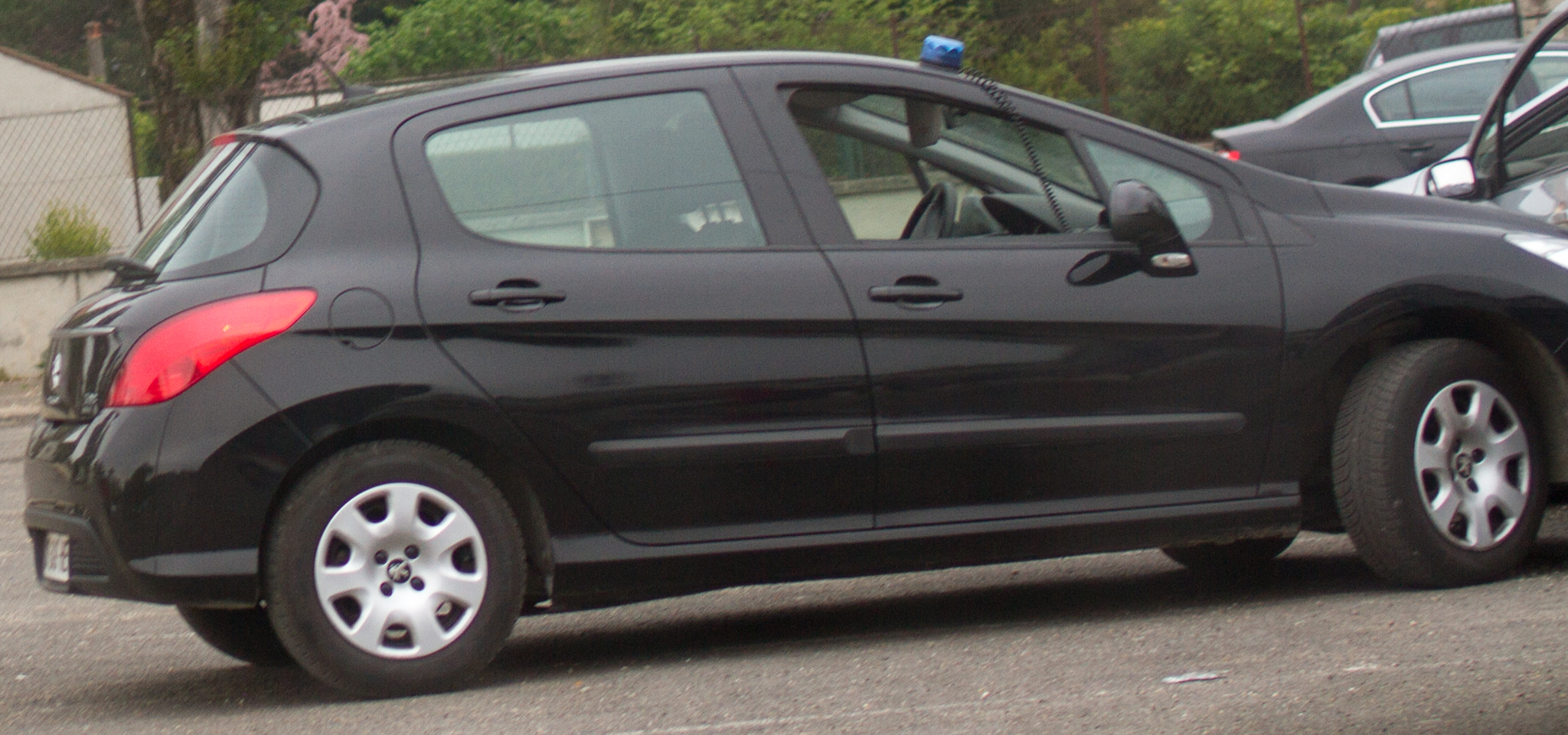
Peugeot 308 (авто кримінальної поліції без маркування)

## Галерея

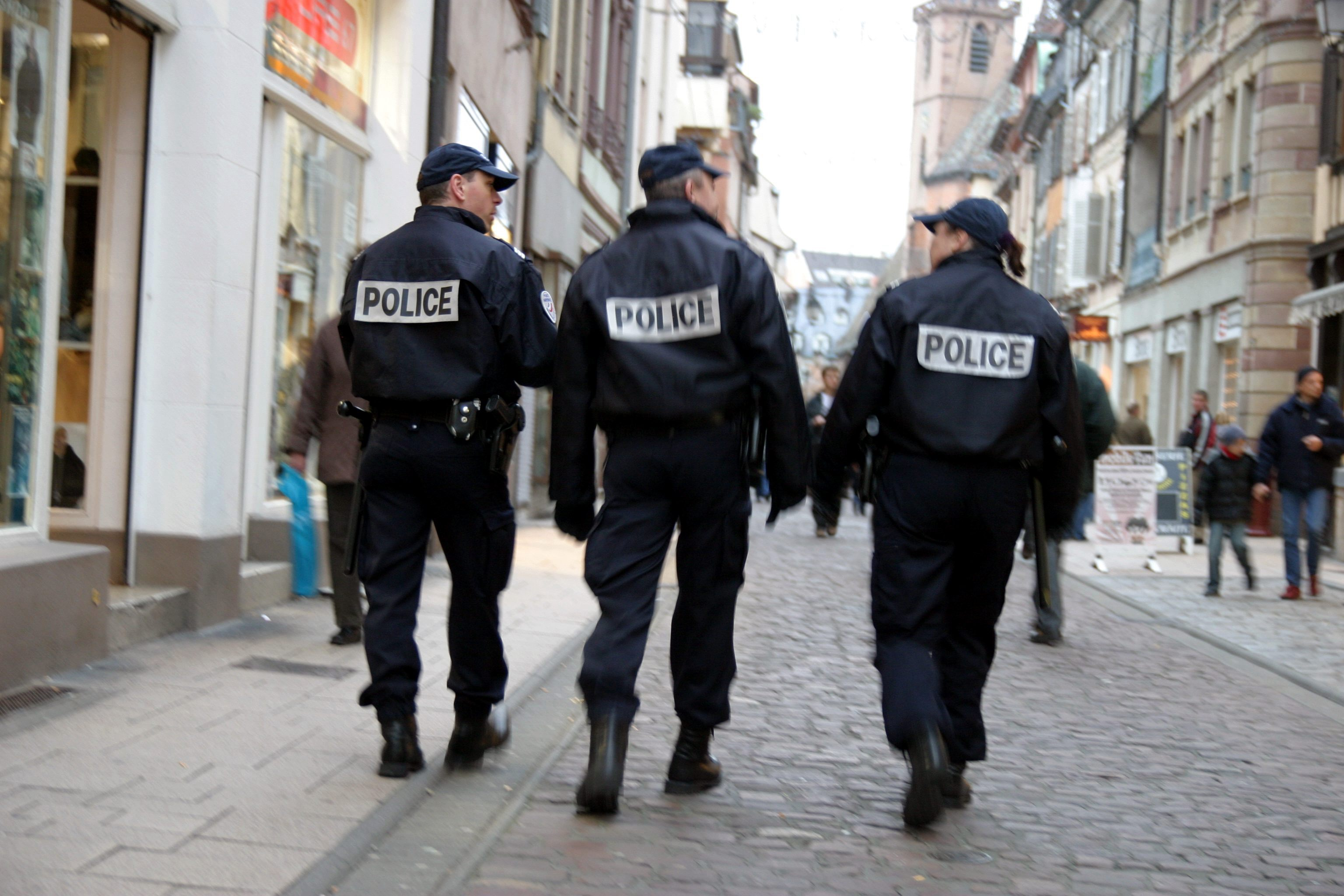
Французькі патрульні поліцейські
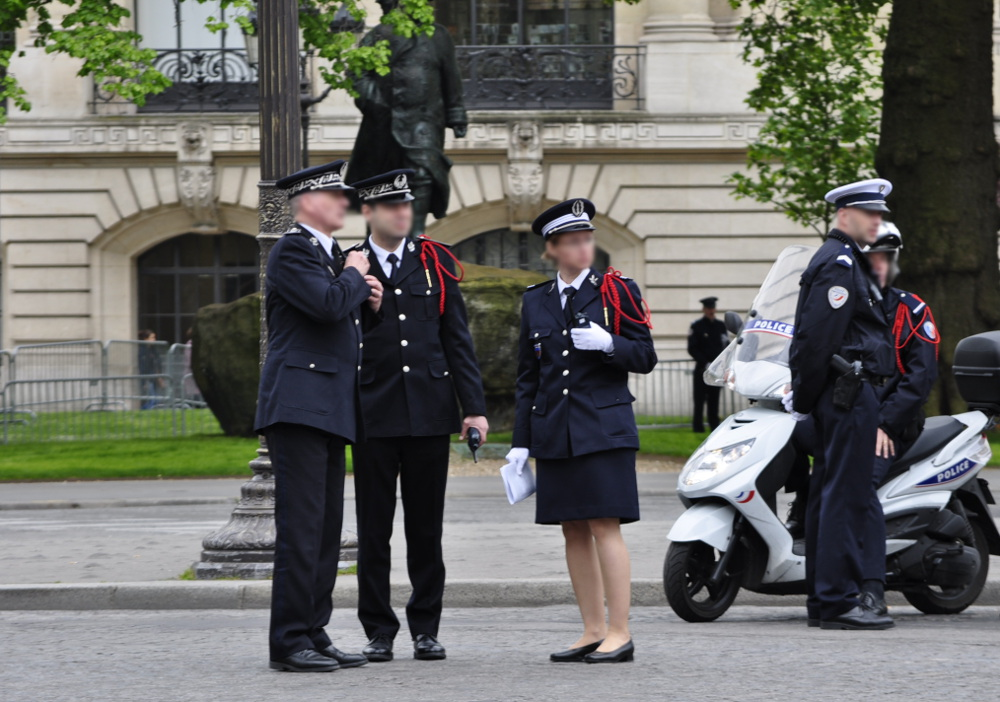
Паризькі поліцейські в парадній формі
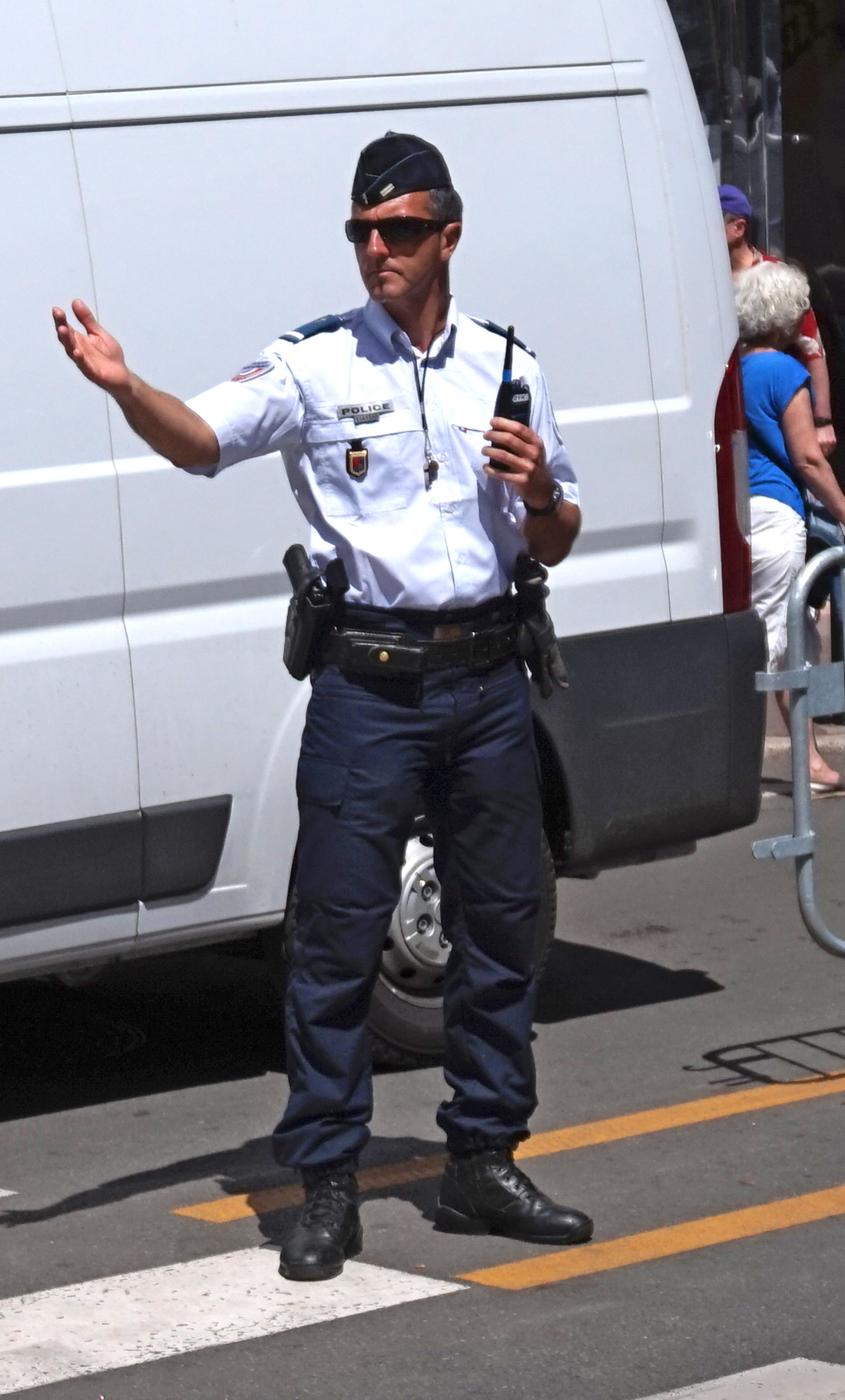
Поліцейський в Каннах
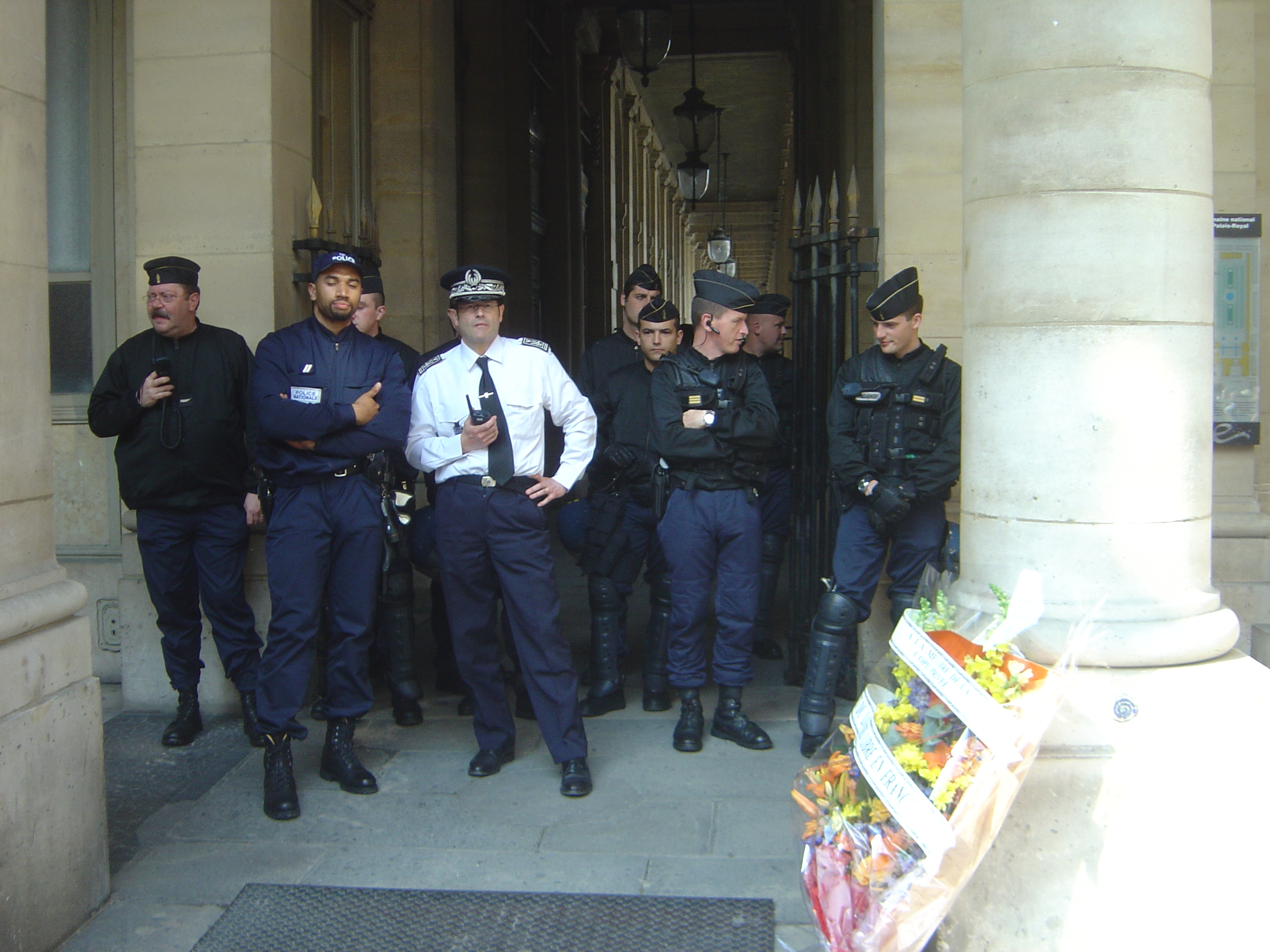
Поліцейські в парижі
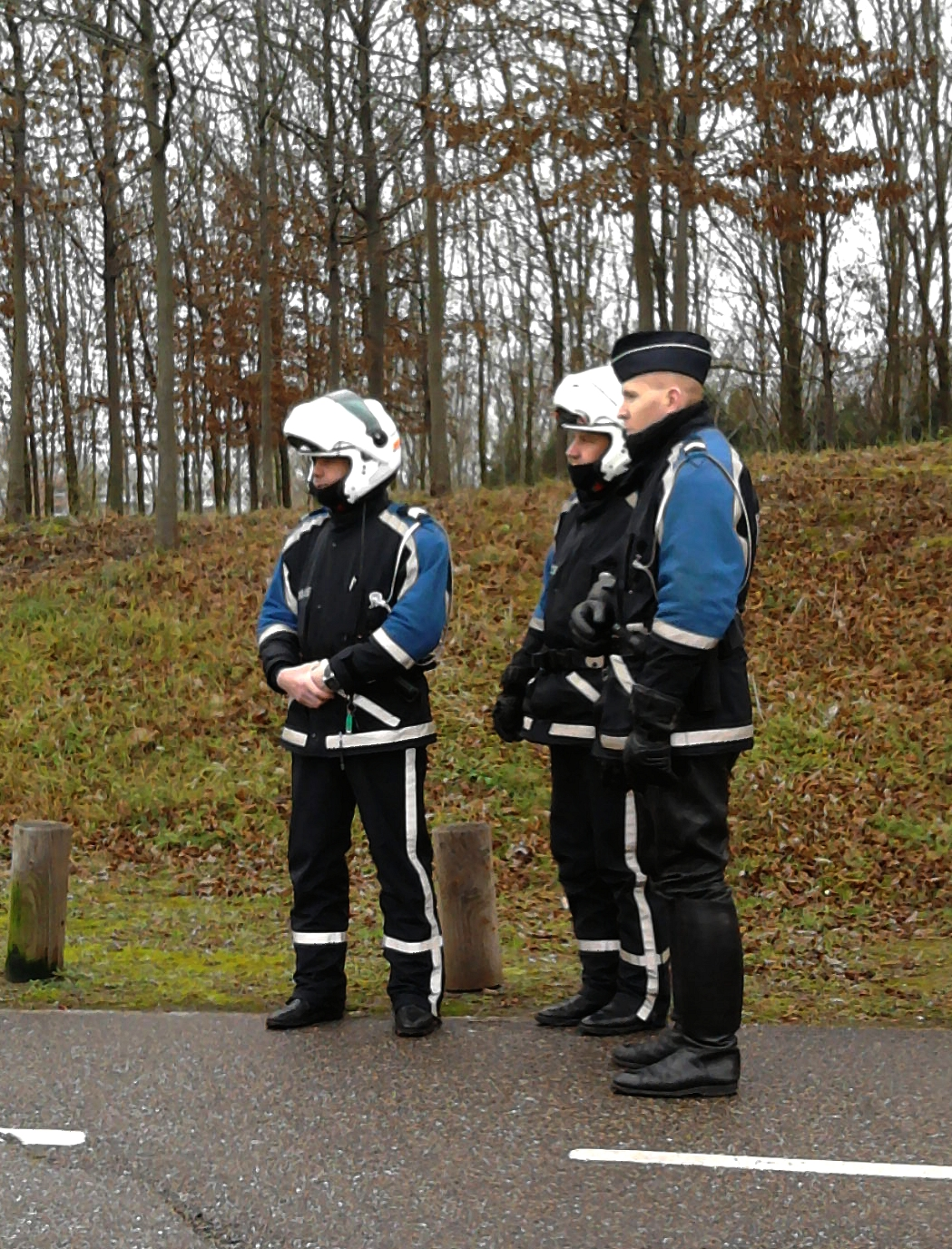
Французькі поліцейські-мотоциклісти